# Knightia excelsa
Knightia excelsa (Maori: rewarewa) is een plantensoort uit de familie Proteaceae. Het is een hoge zuilvormige boom die een groeihoogte tot 30 meter kan bereiken. De boom heeft een slanke kroon. De langwerpige leerachtige bladeren zijn donkergroen en hebben een gekartelde rand. Jonge bladeren zijn bedekt met een roodachtige dons. De felrode bloemen groeien in trossen van 10 centimeter lang.
De soort komt voor in Nieuw-Zeeland, zowel op het Noordereiland als op het Zuidereiland. Hij groeit daar in kust-, laagland- en lager gelegen bergbossen.